# Irština

Podíl respondentů užívajících irštinu denně při sčítání lidu v roce 2011

Irština (také irská gaelština) je goidelský (gaelský) jazyk keltské větve indoevropské jazykové rodiny, blízce příbuzný skotské gaelštině.
Irštinou se mluví v Irské republice a Severním Irsku jako menšinovým jazykem (vedle angličtiny), získala však status národního a úředního jazyka Irska. Irsky mluvící obyvatelé se soustřeďují především v oblastech zvaných Gaeltacht, které jsou v situovány přibližně do oblastí západně od Galway s přilehlými Aranskými ostrovy, oblast v okolí města Bangor a přilehlého poloostrova. Menší oblasti jsou i ve vnitrozemí.
Na západě ostrova mluví irštinou jako mateřským jazykem asi 50 tisíc lidí. V Severním Irsku není irština úředním jazykem, nicméně je úředně považována za menšinový jazyk. Dnes se irská vláda snaží o jakési „znovuvzkříšení“ irštiny na základě různých programů, např. zavedení irštiny na úřadech, školách, v televizi a rozhlase. Pro turistu vyvstávají jisté potíže, když se dostane do oblastí Gaeltacht, kde se setká pouze s ukazateli v irštině, na což mapy často nemyslí. Po celé zemi je většina nápisů dvojjazyčných v podobě anglicko-irské. Jen malá část mladé generace umí jazykem předků mluvit, větší část populace je schopna pasivně rozumět. Asi 30 000 žáků mimo Gaeltacht navštěvuje základní a střední školy s výukou vedenou v irském jazyce, jejich počet přitom narůstá. O chod těchto škol se stará nevládní organizace Gaelscoileanna. Některé obory lze v irštině studovat na univerzitě, především na Národní universitě v Galway (Ollscoil na hÉireann).
Irská státní televize TG4 vysílá v irštině, podobně i rádiová stanice. V Severním Irsku je malá část vysílání BBC vedena v irštině, případně s výukovými programy.
Irština se až do 60. let 20. století psala irskou unciálou, písmem užívaným od raného středověku. Opuštění unciály ve prospěch moderních typů písma bylo dlouho předmětem sporu, podobně jako v Německu opuštění fraktury. Před příchodem křesťanství se irština psala keltským oghamem.
Teprve 13. června 2005 se irština stala jedním z úředních jazyků EU (s účinností od roku 2007), tedy po více než třech desetiletích od vstupu Irska v roce 1973.

## Charakteristika
Následující vlastnosti jsou pro irštinu význačné:
- větná skladba typu VSO (Verb-Subject-Object) – na prvním místě ve větě stojí přísudek, za ním podmět, potom předmět
- gramatické kategorie jmen zahrnují dvě čísla (singulár a plurál), tři pády (nominativ, genitiv a vokativ + někde pozůstatky dativu) a dva rody (maskulinum a femininum)
- psaná forma se výrazně liší od mluvené, časté jsou spřežky a nevyslovované znaky, takže slovo mívá často znatelně méně hlásek než písmen
- v pravopise se dále uplatňuje pravidlo tzv. úzkých a širokých hlásek – výslovnost všech souhlásek závisí na charakteru sousedních samohlásek (/e/, /i/ se nazývají úzké, ostatní široké)
- v určitém postavení slov jejich počáteční souhlásky podléhají změnám, tzv. mutacím
- neexistuje samostatný výraz pro „ano“ a pro „ne“, tyto se obvykle nahrazují opakováním dotyčného slovesa v požadovaném tvaru
- předložky se spojují s osobními zájmeny v jednotná slova, např. le + tú > leat, „s tebou“
- velmi často se vyskytují předložkové vazby. Příklad: Níl a fhios ag m'athair go bhfuil tú anseo. = „Můj otec neví, že tu jsi.“ – doslova „Není toho znalost u mého otce, že jsi ty tady“. Samostatné sloveso „mít“ neexistuje, opisuje se: níl ticéad agam = „nemám jízdenku“, doslova „není jízdenka u mě“
- spolu se skotskou gaelštinou a manštinou patří k takzvaným q-keltským jazykům (na rozdíl od p-keltské velštiny, bretonštiny a kornštiny). Často proto na místech, kde je ve velštině hláska p, je v irštině k. Hláska p se v původně irských slovech nevyskytuje (ale je relativně častá v již dávno přejatých slovech, která se považují téměř za domácí, takže písmeno p je součástí irské abecedy)

## Pravopis
Irština používá písmen a, á, b, c, d, e, é, f, g, h, i, l, m, n, o, ó, p, r, s, t, u, ú. Písmena j, v a z se vyskytují vzácně v přejatých slovech, k, q, w a y se prakticky nepoužívají.

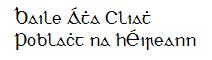
Dříve používaná irská unciála

Vztah mezi psanou a mluvenou podobou je složitý. Ačkoliv v padesátých letech proběhla reforma pravopisu, která odstranila některé tiché souhláskové spřežky (např. pův. aedhea dnes psáno ae, pův. idhe na konci slova se dnes píše í), pravopis zejména souhlásek stále ve větší míře odpovídá středověké výslovnosti.

### Samohlásky
Samohlásky mohou být dlouhé a krátké a nabývají pěti hodnot jako v češtině, tj. a, e, i, o, u, navíc v nepřízvučných slabikách se vyskytuje neurčitá samohláska ə.
Pravopis vychází ze zásady, že každá psaná souhláska má měkkou a tvrdou výslovnost (v irštině caol a leathan, znamená úzký resp. široký). Každý shluk souhlásek má výslovnost buď měkkou, či tvrdou, přičemž odlišení se dosahuje volbou samohlásek tento shluk obklopujících: písmena e a i značí měkkou výslovnost, a, o, u tvrdou. Následkem toho se často vyskytují dvojice (někdy trojice) samohlásek, kde jedna značí výslovnost a druhá (a příp. třetí) vyznačuje tvrdost/měkkost (výjimkou je v dnešním pravopise ae považované za jednu tvrdou samohlásku). Pravidlem je, že pokud je jedna z nich označená čárkou, čte se dlouze jako v češtině, zatímco druhá (a případně třetí) se nečte. Pokud není žádná označena čárkou, je pro člověka neznalého irštiny těžké poznat, kterou samohlásku má číst. Orientační výslovnost je uvedena v tabulce:
| psáno   | výslovnost | výslovnost  | Poznámky *): Hláska e se zapisuje jako e na konci slova, jinak jako ei. Výslovnost spřežky io závisí na následující souhlásce, např. ios čteme is, zatímco ion on nebo un. Výslovnost spřežky ao závisí na dialektu. Přízvuk je obecně stejně jako v češtině na první slabice, v jižních nářečích na první dlouhé slabice, pokud je jedna z prvních třech slabik dlouhá (ve výslovnosti, tj. např. eo se považuje za dlouhou slabiku). |
| psáno   | přízvučná  | nepřízvučná | Poznámky *): Hláska e se zapisuje jako e na konci slova, jinak jako ei. Výslovnost spřežky io závisí na následující souhlásce, např. ios čteme is, zatímco ion on nebo un. Výslovnost spřežky ao závisí na dialektu. Přízvuk je obecně stejně jako v češtině na první slabice, v jižních nářečích na první dlouhé slabice, pokud je jedna z prvních třech slabik dlouhá (ve výslovnosti, tj. např. eo se považuje za dlouhou slabiku). |
| a       | a          | ə           | Poznámky *): Hláska e se zapisuje jako e na konci slova, jinak jako ei. Výslovnost spřežky io závisí na následující souhlásce, např. ios čteme is, zatímco ion on nebo un. Výslovnost spřežky ao závisí na dialektu. Přízvuk je obecně stejně jako v češtině na první slabice, v jižních nářečích na první dlouhé slabice, pokud je jedna z prvních třech slabik dlouhá (ve výslovnosti, tj. např. eo se považuje za dlouhou slabiku). |
| o       | o          | ə           | Poznámky *): Hláska e se zapisuje jako e na konci slova, jinak jako ei. Výslovnost spřežky io závisí na následující souhlásce, např. ios čteme is, zatímco ion on nebo un. Výslovnost spřežky ao závisí na dialektu. Přízvuk je obecně stejně jako v češtině na první slabice, v jižních nářečích na první dlouhé slabice, pokud je jedna z prvních třech slabik dlouhá (ve výslovnosti, tj. např. eo se považuje za dlouhou slabiku). |
| u       | u          | ə           | Poznámky *): Hláska e se zapisuje jako e na konci slova, jinak jako ei. Výslovnost spřežky io závisí na následující souhlásce, např. ios čteme is, zatímco ion on nebo un. Výslovnost spřežky ao závisí na dialektu. Přízvuk je obecně stejně jako v češtině na první slabice, v jižních nářečích na první dlouhé slabice, pokud je jedna z prvních třech slabik dlouhá (ve výslovnosti, tj. např. eo se považuje za dlouhou slabiku). |
| ai      | a          | i           | Poznámky *): Hláska e se zapisuje jako e na konci slova, jinak jako ei. Výslovnost spřežky io závisí na následující souhlásce, např. ios čteme is, zatímco ion on nebo un. Výslovnost spřežky ao závisí na dialektu. Přízvuk je obecně stejně jako v češtině na první slabice, v jižních nářečích na první dlouhé slabice, pokud je jedna z prvních třech slabik dlouhá (ve výslovnosti, tj. např. eo se považuje za dlouhou slabiku). |
| e, ei*  | e          | i           | Poznámky *): Hláska e se zapisuje jako e na konci slova, jinak jako ei. Výslovnost spřežky io závisí na následující souhlásce, např. ios čteme is, zatímco ion on nebo un. Výslovnost spřežky ao závisí na dialektu. Přízvuk je obecně stejně jako v češtině na první slabice, v jižních nářečích na první dlouhé slabice, pokud je jedna z prvních třech slabik dlouhá (ve výslovnosti, tj. např. eo se považuje za dlouhou slabiku). |
| i       | i          | i           | Poznámky *): Hláska e se zapisuje jako e na konci slova, jinak jako ei. Výslovnost spřežky io závisí na následující souhlásce, např. ios čteme is, zatímco ion on nebo un. Výslovnost spřežky ao závisí na dialektu. Přízvuk je obecně stejně jako v češtině na první slabice, v jižních nářečích na první dlouhé slabice, pokud je jedna z prvních třech slabik dlouhá (ve výslovnosti, tj. např. eo se považuje za dlouhou slabiku). |
| oi      | o          | i           | Poznámky *): Hláska e se zapisuje jako e na konci slova, jinak jako ei. Výslovnost spřežky io závisí na následující souhlásce, např. ios čteme is, zatímco ion on nebo un. Výslovnost spřežky ao závisí na dialektu. Přízvuk je obecně stejně jako v češtině na první slabice, v jižních nářečích na první dlouhé slabice, pokud je jedna z prvních třech slabik dlouhá (ve výslovnosti, tj. např. eo se považuje za dlouhou slabiku). |
| ui      | i          | i           | Poznámky *): Hláska e se zapisuje jako e na konci slova, jinak jako ei. Výslovnost spřežky io závisí na následující souhlásce, např. ios čteme is, zatímco ion on nebo un. Výslovnost spřežky ao závisí na dialektu. Přízvuk je obecně stejně jako v češtině na první slabice, v jižních nářečích na první dlouhé slabice, pokud je jedna z prvních třech slabik dlouhá (ve výslovnosti, tj. např. eo se považuje za dlouhou slabiku). |
| ea      | a          | e           | Poznámky *): Hláska e se zapisuje jako e na konci slova, jinak jako ei. Výslovnost spřežky io závisí na následující souhlásce, např. ios čteme is, zatímco ion on nebo un. Výslovnost spřežky ao závisí na dialektu. Přízvuk je obecně stejně jako v češtině na první slabice, v jižních nářečích na první dlouhé slabice, pokud je jedna z prvních třech slabik dlouhá (ve výslovnosti, tj. např. eo se považuje za dlouhou slabiku). |
| io      | i nebo u*  | e           | Poznámky *): Hláska e se zapisuje jako e na konci slova, jinak jako ei. Výslovnost spřežky io závisí na následující souhlásce, např. ios čteme is, zatímco ion on nebo un. Výslovnost spřežky ao závisí na dialektu. Přízvuk je obecně stejně jako v češtině na první slabice, v jižních nářečích na první dlouhé slabice, pokud je jedna z prvních třech slabik dlouhá (ve výslovnosti, tj. např. eo se považuje za dlouhou slabiku). |
| ao      | é nebo í   | é nebo í    | Poznámky *): Hláska e se zapisuje jako e na konci slova, jinak jako ei. Výslovnost spřežky io závisí na následující souhlásce, např. ios čteme is, zatímco ion on nebo un. Výslovnost spřežky ao závisí na dialektu. Přízvuk je obecně stejně jako v češtině na první slabice, v jižních nářečích na první dlouhé slabice, pokud je jedna z prvních třech slabik dlouhá (ve výslovnosti, tj. např. eo se považuje za dlouhou slabiku). |
| aoi     | í          | í           | Poznámky *): Hláska e se zapisuje jako e na konci slova, jinak jako ei. Výslovnost spřežky io závisí na následující souhlásce, např. ios čteme is, zatímco ion on nebo un. Výslovnost spřežky ao závisí na dialektu. Přízvuk je obecně stejně jako v češtině na první slabice, v jižních nářečích na první dlouhé slabice, pokud je jedna z prvních třech slabik dlouhá (ve výslovnosti, tj. např. eo se považuje za dlouhou slabiku). |
| ae, aei | é          | é           | Poznámky *): Hláska e se zapisuje jako e na konci slova, jinak jako ei. Výslovnost spřežky io závisí na následující souhlásce, např. ios čteme is, zatímco ion on nebo un. Výslovnost spřežky ao závisí na dialektu. Přízvuk je obecně stejně jako v češtině na první slabice, v jižních nářečích na první dlouhé slabice, pokud je jedna z prvních třech slabik dlouhá (ve výslovnosti, tj. např. eo se považuje za dlouhou slabiku). |
| eo, eoi | ó          | ó           | Poznámky *): Hláska e se zapisuje jako e na konci slova, jinak jako ei. Výslovnost spřežky io závisí na následující souhlásce, např. ios čteme is, zatímco ion on nebo un. Výslovnost spřežky ao závisí na dialektu. Přízvuk je obecně stejně jako v češtině na první slabice, v jižních nářečích na první dlouhé slabice, pokud je jedna z prvních třech slabik dlouhá (ve výslovnosti, tj. např. eo se považuje za dlouhou slabiku). |
| ia      | íə         | íə          | Poznámky *): Hláska e se zapisuje jako e na konci slova, jinak jako ei. Výslovnost spřežky io závisí na následující souhlásce, např. ios čteme is, zatímco ion on nebo un. Výslovnost spřežky ao závisí na dialektu. Přízvuk je obecně stejně jako v češtině na první slabice, v jižních nářečích na první dlouhé slabice, pokud je jedna z prvních třech slabik dlouhá (ve výslovnosti, tj. např. eo se považuje za dlouhou slabiku). |
| ua      | úə         | úə          | Poznámky *): Hláska e se zapisuje jako e na konci slova, jinak jako ei. Výslovnost spřežky io závisí na následující souhlásce, např. ios čteme is, zatímco ion on nebo un. Výslovnost spřežky ao závisí na dialektu. Přízvuk je obecně stejně jako v češtině na první slabice, v jižních nářečích na první dlouhé slabice, pokud je jedna z prvních třech slabik dlouhá (ve výslovnosti, tj. např. eo se považuje za dlouhou slabiku). |
| uai     | úi         | úi          | Poznámky *): Hláska e se zapisuje jako e na konci slova, jinak jako ei. Výslovnost spřežky io závisí na následující souhlásce, např. ios čteme is, zatímco ion on nebo un. Výslovnost spřežky ao závisí na dialektu. Přízvuk je obecně stejně jako v češtině na první slabice, v jižních nářečích na první dlouhé slabice, pokud je jedna z prvních třech slabik dlouhá (ve výslovnosti, tj. např. eo se považuje za dlouhou slabiku). |

### Souhlásky
Následující tabulka udává přibližně výslovnost souhlásek. Spřežky mb, nd, ng, gc, ts a bhf slouží k indikaci počáteční mutace – čte se první písmeno resp. v posledním případě bh, druhé písmeno pomáhá určit základní tvar slova (např. u tvaru gcat víme, že základní tvar je cat = kočka). Tyto spřežky mohou být jen na počátku slova, s výjimkou ng.
Spřežky bh, ch, dh, fh, gh, mh, ph, sh a th se vyskytují také v počátečních mutacích (např. cat → chat), ale mohou se vyskytovat i uvnitř slov. Pokud je irština psána unciálou, což je i dnes časté např. na vývěsních štítech, místo písmene h se používá tečka nad předchozím písmenem.
| psáno   | výslovnost | výslovnost   | Poznámky *): gh představuje hlásku γ, tj. znělý protějšek ch, podobně se vyslovuje g např. v nizozemštině. ng představuje hlásku ŋ, zadopatrovou nosovku, jako např. v angl. koncovkách -ing. Stupeň palatalizace t a d závisí na nářečí, výslovnost č, dž je charakteristická spíš pro sever (Ulster) a anglické rodilé mluvčí. Měkkost souhlásky je obecně výraznější před tvrdou samohláskou a naopak. Například de (= od, z) čteme spíš de, zatímco deoch (= nápoj) čteme ďoch či džoch. Obdobně bó (= kráva) se čte jako se píše, zatímco buí (= žlutý) čteme spíše bwí než bí. |
| psáno   | tvrdá      | měkká        | Poznámky *): gh představuje hlásku γ, tj. znělý protějšek ch, podobně se vyslovuje g např. v nizozemštině. ng představuje hlásku ŋ, zadopatrovou nosovku, jako např. v angl. koncovkách -ing. Stupeň palatalizace t a d závisí na nářečí, výslovnost č, dž je charakteristická spíš pro sever (Ulster) a anglické rodilé mluvčí. Měkkost souhlásky je obecně výraznější před tvrdou samohláskou a naopak. Například de (= od, z) čteme spíš de, zatímco deoch (= nápoj) čteme ďoch či džoch. Obdobně bó (= kráva) se čte jako se píše, zatímco buí (= žlutý) čteme spíše bwí než bí. |
| p       | p, pw      | p, pj        | Poznámky *): gh představuje hlásku γ, tj. znělý protějšek ch, podobně se vyslovuje g např. v nizozemštině. ng představuje hlásku ŋ, zadopatrovou nosovku, jako např. v angl. koncovkách -ing. Stupeň palatalizace t a d závisí na nářečí, výslovnost č, dž je charakteristická spíš pro sever (Ulster) a anglické rodilé mluvčí. Měkkost souhlásky je obecně výraznější před tvrdou samohláskou a naopak. Například de (= od, z) čteme spíš de, zatímco deoch (= nápoj) čteme ďoch či džoch. Obdobně bó (= kráva) se čte jako se píše, zatímco buí (= žlutý) čteme spíše bwí než bí. |
| ph      | f, fw      | f, fj        | Poznámky *): gh představuje hlásku γ, tj. znělý protějšek ch, podobně se vyslovuje g např. v nizozemštině. ng představuje hlásku ŋ, zadopatrovou nosovku, jako např. v angl. koncovkách -ing. Stupeň palatalizace t a d závisí na nářečí, výslovnost č, dž je charakteristická spíš pro sever (Ulster) a anglické rodilé mluvčí. Měkkost souhlásky je obecně výraznější před tvrdou samohláskou a naopak. Například de (= od, z) čteme spíš de, zatímco deoch (= nápoj) čteme ďoch či džoch. Obdobně bó (= kráva) se čte jako se píše, zatímco buí (= žlutý) čteme spíše bwí než bí. |
| b, bp   | b, bw      | b, bj        | Poznámky *): gh představuje hlásku γ, tj. znělý protějšek ch, podobně se vyslovuje g např. v nizozemštině. ng představuje hlásku ŋ, zadopatrovou nosovku, jako např. v angl. koncovkách -ing. Stupeň palatalizace t a d závisí na nářečí, výslovnost č, dž je charakteristická spíš pro sever (Ulster) a anglické rodilé mluvčí. Měkkost souhlásky je obecně výraznější před tvrdou samohláskou a naopak. Například de (= od, z) čteme spíš de, zatímco deoch (= nápoj) čteme ďoch či džoch. Obdobně bó (= kráva) se čte jako se píše, zatímco buí (= žlutý) čteme spíše bwí než bí. |
| bh, bhf | v, w       | v            | Poznámky *): gh představuje hlásku γ, tj. znělý protějšek ch, podobně se vyslovuje g např. v nizozemštině. ng představuje hlásku ŋ, zadopatrovou nosovku, jako např. v angl. koncovkách -ing. Stupeň palatalizace t a d závisí na nářečí, výslovnost č, dž je charakteristická spíš pro sever (Ulster) a anglické rodilé mluvčí. Měkkost souhlásky je obecně výraznější před tvrdou samohláskou a naopak. Například de (= od, z) čteme spíš de, zatímco deoch (= nápoj) čteme ďoch či džoch. Obdobně bó (= kráva) se čte jako se píše, zatímco buí (= žlutý) čteme spíše bwí než bí. |
| fh      | tiché      | tiché        | Poznámky *): gh představuje hlásku γ, tj. znělý protějšek ch, podobně se vyslovuje g např. v nizozemštině. ng představuje hlásku ŋ, zadopatrovou nosovku, jako např. v angl. koncovkách -ing. Stupeň palatalizace t a d závisí na nářečí, výslovnost č, dž je charakteristická spíš pro sever (Ulster) a anglické rodilé mluvčí. Měkkost souhlásky je obecně výraznější před tvrdou samohláskou a naopak. Například de (= od, z) čteme spíš de, zatímco deoch (= nápoj) čteme ďoch či džoch. Obdobně bó (= kráva) se čte jako se píše, zatímco buí (= žlutý) čteme spíše bwí než bí. |
| m, mb   | m, mw      | m, mj        | Poznámky *): gh představuje hlásku γ, tj. znělý protějšek ch, podobně se vyslovuje g např. v nizozemštině. ng představuje hlásku ŋ, zadopatrovou nosovku, jako např. v angl. koncovkách -ing. Stupeň palatalizace t a d závisí na nářečí, výslovnost č, dž je charakteristická spíš pro sever (Ulster) a anglické rodilé mluvčí. Měkkost souhlásky je obecně výraznější před tvrdou samohláskou a naopak. Například de (= od, z) čteme spíš de, zatímco deoch (= nápoj) čteme ďoch či džoch. Obdobně bó (= kráva) se čte jako se píše, zatímco buí (= žlutý) čteme spíše bwí než bí. |
| mh      | v, w       | v            | Poznámky *): gh představuje hlásku γ, tj. znělý protějšek ch, podobně se vyslovuje g např. v nizozemštině. ng představuje hlásku ŋ, zadopatrovou nosovku, jako např. v angl. koncovkách -ing. Stupeň palatalizace t a d závisí na nářečí, výslovnost č, dž je charakteristická spíš pro sever (Ulster) a anglické rodilé mluvčí. Měkkost souhlásky je obecně výraznější před tvrdou samohláskou a naopak. Například de (= od, z) čteme spíš de, zatímco deoch (= nápoj) čteme ďoch či džoch. Obdobně bó (= kráva) se čte jako se píše, zatímco buí (= žlutý) čteme spíše bwí než bí. |
| c       | k, kw      | k, kj        | Poznámky *): gh představuje hlásku γ, tj. znělý protějšek ch, podobně se vyslovuje g např. v nizozemštině. ng představuje hlásku ŋ, zadopatrovou nosovku, jako např. v angl. koncovkách -ing. Stupeň palatalizace t a d závisí na nářečí, výslovnost č, dž je charakteristická spíš pro sever (Ulster) a anglické rodilé mluvčí. Měkkost souhlásky je obecně výraznější před tvrdou samohláskou a naopak. Například de (= od, z) čteme spíš de, zatímco deoch (= nápoj) čteme ďoch či džoch. Obdobně bó (= kráva) se čte jako se píše, zatímco buí (= žlutý) čteme spíše bwí než bí. |
| ch      | ch, chw    | chj, h       | Poznámky *): gh představuje hlásku γ, tj. znělý protějšek ch, podobně se vyslovuje g např. v nizozemštině. ng představuje hlásku ŋ, zadopatrovou nosovku, jako např. v angl. koncovkách -ing. Stupeň palatalizace t a d závisí na nářečí, výslovnost č, dž je charakteristická spíš pro sever (Ulster) a anglické rodilé mluvčí. Měkkost souhlásky je obecně výraznější před tvrdou samohláskou a naopak. Například de (= od, z) čteme spíš de, zatímco deoch (= nápoj) čteme ďoch či džoch. Obdobně bó (= kráva) se čte jako se píše, zatímco buí (= žlutý) čteme spíše bwí než bí. |
| g, gc   | g, gw      | g, gj        | Poznámky *): gh představuje hlásku γ, tj. znělý protějšek ch, podobně se vyslovuje g např. v nizozemštině. ng představuje hlásku ŋ, zadopatrovou nosovku, jako např. v angl. koncovkách -ing. Stupeň palatalizace t a d závisí na nářečí, výslovnost č, dž je charakteristická spíš pro sever (Ulster) a anglické rodilé mluvčí. Měkkost souhlásky je obecně výraznější před tvrdou samohláskou a naopak. Například de (= od, z) čteme spíš de, zatímco deoch (= nápoj) čteme ďoch či džoch. Obdobně bó (= kráva) se čte jako se píše, zatímco buí (= žlutý) čteme spíše bwí než bí. |
| gh      | gh*        | j            | Poznámky *): gh představuje hlásku γ, tj. znělý protějšek ch, podobně se vyslovuje g např. v nizozemštině. ng představuje hlásku ŋ, zadopatrovou nosovku, jako např. v angl. koncovkách -ing. Stupeň palatalizace t a d závisí na nářečí, výslovnost č, dž je charakteristická spíš pro sever (Ulster) a anglické rodilé mluvčí. Měkkost souhlásky je obecně výraznější před tvrdou samohláskou a naopak. Například de (= od, z) čteme spíš de, zatímco deoch (= nápoj) čteme ďoch či džoch. Obdobně bó (= kráva) se čte jako se píše, zatímco buí (= žlutý) čteme spíše bwí než bí. |
| ng      | ng*        | ng*          | Poznámky *): gh představuje hlásku γ, tj. znělý protějšek ch, podobně se vyslovuje g např. v nizozemštině. ng představuje hlásku ŋ, zadopatrovou nosovku, jako např. v angl. koncovkách -ing. Stupeň palatalizace t a d závisí na nářečí, výslovnost č, dž je charakteristická spíš pro sever (Ulster) a anglické rodilé mluvčí. Měkkost souhlásky je obecně výraznější před tvrdou samohláskou a naopak. Například de (= od, z) čteme spíš de, zatímco deoch (= nápoj) čteme ďoch či džoch. Obdobně bó (= kráva) se čte jako se píše, zatímco buí (= žlutý) čteme spíše bwí než bí. |
| t, ts   | t          | tj, ť, c, č* | Poznámky *): gh představuje hlásku γ, tj. znělý protějšek ch, podobně se vyslovuje g např. v nizozemštině. ng představuje hlásku ŋ, zadopatrovou nosovku, jako např. v angl. koncovkách -ing. Stupeň palatalizace t a d závisí na nářečí, výslovnost č, dž je charakteristická spíš pro sever (Ulster) a anglické rodilé mluvčí. Měkkost souhlásky je obecně výraznější před tvrdou samohláskou a naopak. Například de (= od, z) čteme spíš de, zatímco deoch (= nápoj) čteme ďoch či džoch. Obdobně bó (= kráva) se čte jako se píše, zatímco buí (= žlutý) čteme spíše bwí než bí. |
| th      | h          | h            | Poznámky *): gh představuje hlásku γ, tj. znělý protějšek ch, podobně se vyslovuje g např. v nizozemštině. ng představuje hlásku ŋ, zadopatrovou nosovku, jako např. v angl. koncovkách -ing. Stupeň palatalizace t a d závisí na nářečí, výslovnost č, dž je charakteristická spíš pro sever (Ulster) a anglické rodilé mluvčí. Měkkost souhlásky je obecně výraznější před tvrdou samohláskou a naopak. Například de (= od, z) čteme spíš de, zatímco deoch (= nápoj) čteme ďoch či džoch. Obdobně bó (= kráva) se čte jako se píše, zatímco buí (= žlutý) čteme spíše bwí než bí. |
| d, dt   | d          | dj, ď, dž*   | Poznámky *): gh představuje hlásku γ, tj. znělý protějšek ch, podobně se vyslovuje g např. v nizozemštině. ng představuje hlásku ŋ, zadopatrovou nosovku, jako např. v angl. koncovkách -ing. Stupeň palatalizace t a d závisí na nářečí, výslovnost č, dž je charakteristická spíš pro sever (Ulster) a anglické rodilé mluvčí. Měkkost souhlásky je obecně výraznější před tvrdou samohláskou a naopak. Například de (= od, z) čteme spíš de, zatímco deoch (= nápoj) čteme ďoch či džoch. Obdobně bó (= kráva) se čte jako se píše, zatímco buí (= žlutý) čteme spíše bwí než bí. |
| dh      | gh         | j            | Poznámky *): gh představuje hlásku γ, tj. znělý protějšek ch, podobně se vyslovuje g např. v nizozemštině. ng představuje hlásku ŋ, zadopatrovou nosovku, jako např. v angl. koncovkách -ing. Stupeň palatalizace t a d závisí na nářečí, výslovnost č, dž je charakteristická spíš pro sever (Ulster) a anglické rodilé mluvčí. Měkkost souhlásky je obecně výraznější před tvrdou samohláskou a naopak. Například de (= od, z) čteme spíš de, zatímco deoch (= nápoj) čteme ďoch či džoch. Obdobně bó (= kráva) se čte jako se píše, zatímco buí (= žlutý) čteme spíše bwí než bí. |
| n, nd   | n          | n, ň         | Poznámky *): gh představuje hlásku γ, tj. znělý protějšek ch, podobně se vyslovuje g např. v nizozemštině. ng představuje hlásku ŋ, zadopatrovou nosovku, jako např. v angl. koncovkách -ing. Stupeň palatalizace t a d závisí na nářečí, výslovnost č, dž je charakteristická spíš pro sever (Ulster) a anglické rodilé mluvčí. Měkkost souhlásky je obecně výraznější před tvrdou samohláskou a naopak. Například de (= od, z) čteme spíš de, zatímco deoch (= nápoj) čteme ďoch či džoch. Obdobně bó (= kráva) se čte jako se píše, zatímco buí (= žlutý) čteme spíše bwí než bí. |
| r       | r          | r            | Poznámky *): gh představuje hlásku γ, tj. znělý protějšek ch, podobně se vyslovuje g např. v nizozemštině. ng představuje hlásku ŋ, zadopatrovou nosovku, jako např. v angl. koncovkách -ing. Stupeň palatalizace t a d závisí na nářečí, výslovnost č, dž je charakteristická spíš pro sever (Ulster) a anglické rodilé mluvčí. Měkkost souhlásky je obecně výraznější před tvrdou samohláskou a naopak. Například de (= od, z) čteme spíš de, zatímco deoch (= nápoj) čteme ďoch či džoch. Obdobně bó (= kráva) se čte jako se píše, zatímco buí (= žlutý) čteme spíše bwí než bí. |
| l       | l          | l, ľ         | Poznámky *): gh představuje hlásku γ, tj. znělý protějšek ch, podobně se vyslovuje g např. v nizozemštině. ng představuje hlásku ŋ, zadopatrovou nosovku, jako např. v angl. koncovkách -ing. Stupeň palatalizace t a d závisí na nářečí, výslovnost č, dž je charakteristická spíš pro sever (Ulster) a anglické rodilé mluvčí. Měkkost souhlásky je obecně výraznější před tvrdou samohláskou a naopak. Například de (= od, z) čteme spíš de, zatímco deoch (= nápoj) čteme ďoch či džoch. Obdobně bó (= kráva) se čte jako se píše, zatímco buí (= žlutý) čteme spíše bwí než bí. |
| s       | s          | š            | Poznámky *): gh představuje hlásku γ, tj. znělý protějšek ch, podobně se vyslovuje g např. v nizozemštině. ng představuje hlásku ŋ, zadopatrovou nosovku, jako např. v angl. koncovkách -ing. Stupeň palatalizace t a d závisí na nářečí, výslovnost č, dž je charakteristická spíš pro sever (Ulster) a anglické rodilé mluvčí. Měkkost souhlásky je obecně výraznější před tvrdou samohláskou a naopak. Například de (= od, z) čteme spíš de, zatímco deoch (= nápoj) čteme ďoch či džoch. Obdobně bó (= kráva) se čte jako se píše, zatímco buí (= žlutý) čteme spíše bwí než bí. |
| h,sh    | h          | h            | Poznámky *): gh představuje hlásku γ, tj. znělý protějšek ch, podobně se vyslovuje g např. v nizozemštině. ng představuje hlásku ŋ, zadopatrovou nosovku, jako např. v angl. koncovkách -ing. Stupeň palatalizace t a d závisí na nářečí, výslovnost č, dž je charakteristická spíš pro sever (Ulster) a anglické rodilé mluvčí. Měkkost souhlásky je obecně výraznější před tvrdou samohláskou a naopak. Například de (= od, z) čteme spíš de, zatímco deoch (= nápoj) čteme ďoch či džoch. Obdobně bó (= kráva) se čte jako se píše, zatímco buí (= žlutý) čteme spíše bwí než bí. |

Výslovnost spřežek th, gh, dh, bh, mh se může měnit po samohlásce. Tak třeba th a často ani gh a dh na konci slova se nevyslovují, např. áth (= brod) čteme á; adh, agh vyslovujeme aj, ogh se čte ou, abh či amh vyslovujeme au apod.
Samotné h se vyskytuje jen na začátku slova a je vždy malé, i když vlastní slovo začínáme velkým písmenem (např. Poblacht na hÉireann = Irská republika). Obdobně může před samohláskou vlivem mutací vzniknout t nebo n, protože tato písmena mohou fungovat i jako součást slova, pro snadnou rozlišitelnost mutací se oddělují spojovníkem (např. an t-úll = jablko, čteme dohromady). Pokud je ovšem slovo psáno s velkým písmenem, spojovník možno vynechat (An tAontas Eorpach = Evropská unie). Všechny prefixy počátečních mutací se píšou malým písmem, i když jinak píšeme verzálkami.

## Gramatika

### Počáteční mutace
Irština rozlišuje dva základní typy počátečních mutací (ve velštině jsou tři).
- Oslabení (ir. séimhiú, angl. lenition), spočívalo původně ve změně plozívní (závěrové) hlásky na frikativní (úžinovou). To zůstalo při mutaci b, p, a tvrdého k, g, které se mění na v, f, ch, γ. V jiných případech se výslovnost změnila, takže původní θ a ð na místě oslabených t a d vystřídaly hlásky h a γ. V pravopise se tato mutace značí přidáním h za původní písmeno a podléhají jí slova začínající na b, c, d, f, g, m, p, s, t. Dříve se také (nesprávně) tato mutace označovala jako přídech.
- Zákryt (budu používat toto jako překlad anglického eclipsis = zatmění, název je pravděpodobně odvozen od reprezentace této mutace v písmu. Irsky urú.) mění neznělou souhlásku na příslušnou znělou a znělou na odpovídající nosovku. Označuje se v psaném jazyce připsáním nové hlásky před původní (přičemž g se mění na ng). Podléhají mu slova začínající na b, c, d, f, g, p, t.

Krom toho se vyskytují další typy mutací:
- Změna s → t (v pravopise značeno ts)
- U slov začínajících na samohlásku
  - prefix h
  - prefix n-
  - prefix t-

U slov, která začínají na hlásky neumožňující počáteční mutaci, tato neprobíhá a počátek slova zůstává beze změny. Role počátečních mutací byla původně fonetická, dnes nesou i gramatický význam. Detailněji viz jednotlivé gramatické kategorie níže.

### Podstatná jména

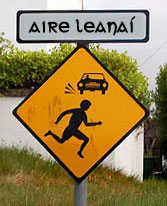
„Pozor děti“

Podstatná jména jsou tradičně členěna do pěti tříd (deklinací – díochlaonadh). Rozpoznat třídu je nejsnazší podle tvaru genitivu. Díky historickému vývoji došlo ke změně tvarů plurálu a mnohdy i genitivu u značného množství slov, takže znalost zařazení podstatného jména pod určitou deklinaci ještě negarantuje schopnost správně skloňovat.
1. První třídu tvoří jména mužského rodu končící na tvrdou souhlásku. Genitiv je tvořen měkčením koncové souhlásky. Např. nominativům bád (= člun), fear (= muž) odpovídají genitivy báid a fir. Vokativ je stejný jako genitiv. Při měkčení se koncové -ch mění na nevyslovované -gh
2. Druhá třída je tvořena až na tři výjimky jmény ženského rodu. Genitiv se tvoří koncovkou -e + příp. měkčením poslední souhlásky. Např. long (= loď) → loinge, coill (= les) → coille. Někdy původní e není díky změně pravopisu a výslovnosti vidět – teach (= dům) → tí (původně, tighe). Vokativ singuláru je u druhé až páté třídy stejný jako nominativ.
3. Třetí třída sestává jak z mužských, tak z ženských jmen. Genitiv se tvoří koncovkou -a a případně tvrzením poslední souhlásky. Př.: loch (= jezero) → locha, feoil (= maso) → feola.
4. Čtvrtou třídu tvoří většinou mužská jména končící na samohlásku nebo zdrobňující příponu -ín (př. rí = král). Genitiv je stejný jako nominativ.
5. Pátá třída je nejméně pravidelná. Tvoří ji převážně ženská jména. Genitiv se tvoří tvrzením poslední souhlásky, koncovkou -ach, u jmen končících na samohlásku koncovkani -d, -n. Př.: máthair (= matka) → máthar, beoir (= pivo) → beorach, cara (= přítel) → carad.

Plurál existuje silný a slabý. Slabý plurál je tvořen měkčením končící souhlásky (to převažuje u první třídy, kde je pak nominativ plurálu stejný jako genitiv singuláru), nebo koncovkami -a, -e v závislosti na tvrdosti či měkkosti koncové samohlásky (to převažuje u druhé třídy).
U třetí až páté třídy převažuje silný plurál. Ten je tvořen nejčastěji příponami -anna, -acha, -í, méně často -ta, -tha a dalšími.
Genitiv slov majících slabý plurál je stejný jako nominativ singuláru, u slov se silným plurálem jako nominativ plurálu. Vokativ plurálu je u slov se slabým plurálem tvořen z nominativu singuláru příponou -a, u slov se silným plurálem je v plurálu vokativ stejný jako nominativ. Příklady z první deklinace:
| nom. sg.     | gen. sg. | vok. sg. | nom. pl. | gen. pl. | vok. pl. |
| fear (= muž) | fir      | fir      | fir      | fear     | feara    |
| bás (= smrt) | báis     | báis     | básanna  | básanna  | básanna  |

V oslovení předchází vokativu vždy částice a, která způsobuje oslabení první souhlásky následujícího slova, tudíž správný tvar oslovení je např. a fhir! = muži!.

### Člen
V irštině existuje jen určitý člen an. Člen způsobuje počáteční mutace následujícího slova.
- V jednotném čísle je v nominativu tvar an, přičemž dochází
  - u ženských jmen k oslabení první hlásky jména (an mháthair = ta matka), kromě jmen začínajících na d, t.
  - u ženských jmen začínajících na s ke změně na t (an tsúil = to oko)
  - u mužských jmen začínajících na samohlásku k přidání předpony t- (an t-úll = to jablko)
- V genitivu jednotného čísla pro mužská jména je tvar také an, přičemž dochází
  - oslabení první hlásky jména (an fhir = toho muže), kromě jmen začínajících na d, t.
  - u jmen začínajících na s ke změně na t (an tsolas = toho světla)
- V genitivu jednotného čísla pro ženská jména je tvar členu na, přičemž
  - u jmen začínajících na samohlásku se přidá prefix h (na hoibre = té práce)
- V množném čísle je tvar členu na, přičemž v nominativu
  - se přidává prefix h k ženským jménům (na hoibreacha = ty práce)
- v množném genitivu pak dochází
  - k zákrytu první hlásky (na bhfear = těch mužů)
  - k dodání prefixu n- před slova začínající na samohlásku (na n-éan = těch ptáků)

Pokud je slovo určeno přívlastkem tvořeným určitým jménem v genitivu, považuje se za určité a člen se před něj už neklade. Např. Baile Átha an Rí (Athenry – město v Irsku) znamená doslova město toho brodu toho krále.

### Přídavná jména a příslovce
Přídavné jméno se klade za podstatné jméno. Pokud to je v ženském rodě, dochází k oslabení počátečního písmena přídavného jména, tedy např. velká žena = bean mhór, ale velký muž = fear mór. V genitivu je to opačně, v plurálu pak dochází k oslabení první hlásky adjektiva jen v nominativu a jen když podstatné jméno má koncovku silného plurálu. Některá přídavná jména jsou užívána ve formě předpony, pak, jako i u jiných složenin, dochází k oslabení poč. písmena druhé části složeniny (seanfhear = starý muž).
Přídavná jména umístěná za jménem podstatným se spolu s ním skloňují. To znamená obvykle v genitivu měkčení poslední souhlásky v mužském rodě a příponu -e v ženském, v plurálu pak přípony -e nebo -a. Adjektiv končící v nominativu na samohlásku si udržují tento tvar i v dalších pádech.
Stupňování: komparativ získáme většinou pomocí měkčení poslední souhlásky a přípony -e. Někdy je stupňování nepravidelné: (maith = dobrý → fearr, mór = velký → mó). V porovnávající větě se před komparativ klade částice níos (is í an Rúis níos mó ná Éirinn = Rusko je větší než Irsko). Superlativ je vyjádřen stejným tvarem jako komparativ. Rozlišujeme podle kontextu (is í an Rúis an tír is mó ar an domhan = Rusko je největší země na světě). Obvykle se (zjednodušeně) uvádí, že rozlišení komparativ vs. superlativ je ekvivalentní použití níos vs. is.
Příslovce tvoříme z přídavných jmen pomocí částice go (maith = dobrý, go maith = dobře).

### Zájmena
Osobní zájmena mají několik forem. Kromě základní formy existuje forma emfatická, používaná pro zvýraznění zájmena. Některá mají rozdílný tvar pokud jsou v podmětu nebo v předmětu:
|         |       | já   | ty    | on      | ona  | my            | vy     | oni     |
| podmět  | zákl. | mé   | tú    | sé      | sí   | muid, sinn    | sibh   | siad    |
| podmět  | emf.  | mise | tusa  | seisean | sise | muidne, sinne | sibhde | siadsan |
| předmět | zákl. | mé   | thú   | é       | í    | muid, sinn    | sibh   | iad     |
| předmět | emf.  | mise | thusa | eisean  | ise  | muidne, sinne | sibhde | iadsan  |

Navíc existuje zájmeno středního rodu ea, které je dnes používáno jen velmi omezeně ve větách typu Is ea. = Je to tak.
Přivlastňovací zájmena jsou
- mo = můj, způsobuje oslabení první hlásky následujícího slova. Pokud následující slovo začíná na samohlásku, redukuje se na m' .
- do = tvůj, způsobuje oslabení první hlásky následujícího slova. Pokud následující slovo začíná na samohlásku, redukuje se na d' .
- a = jeho, způsobuje oslabení první hlásky následujícího slova.
- a = její, přidává prefix h ke slovům začínajícím na samohlásku.
- ár = náš, způsobuje zákryt první souhlásky u následujícího slova. Pokud následující slovo začíná na samohlásku, přidává prefix n-.
- bhur = váš, způsobuje zákryt první souhlásky u následujícího slova. Pokud následující slovo začíná na samohlásku, přidává prefix n-.
- a = jejich, způsobuje zákryt první souhlásky u následujícího slova. Pokud následující slovo začíná na samohlásku, přidává prefix n-.

V irštině neexistuje obdoba vykání, pro druhou osobu singuláru je vždy použito zájmeno tú.
Tázací zájmena jsou cé, cá, cad a další odvozená, překlad do češtiny závisí na kontextu. Časté jsou také složené konstrukce – cé mhéad = kolik, cén áit = kde (doslova jaké místo).

### Číslovky
Základní číslovky mají dvojí tvar. První se užívá, když číslovka stojí samostatně, a je předcházen částicí a (např. autobus (číslo) čtyři = bus a ceathair). Druhý tvar se používá, když číslovka určuje množství (čtyři autobusy = ceithre bhus). V takovém případě je počítané podstatné jméno většinou v singuláru a u číslovek 1–6 dochází k oslabení první souhlásky, u číslovek 7–10 k zákrytu.
| | 1         | 2       | 3       | 4          | 5         | 6      | 7          | 8          | 9       | 10         |
| zákl. 1. | a haon    | a dó    | a trí   | a ceathair | a cúig    | a sé   | a seacht   | a hocht    | a naoi  | a deich    |
| zákl. 2. | aon*      | dhá     | trí     | ceithre    | cúig      | sé     | seacht     | ocht       | naoi    | deich      |
| řadová | an chéad* | an dara | an triú | an ceathrú | an cúigiú | an séú | an seachtú | an t-ochtú | an naoú | an deichiú |
| Poznámka*): Jeden autobus se řekne aon bhus amháin, tedy doslova jeden samotný autobus. Oproti tomu aon bhus znamená nějaký autobus. Po an chéad (= první) následuje oslabení první souhlásky následujícího slova. |           |         |         |            |           |        |            |            |         |            |

Číslovky 11–19 jsou stejné jako 1–9, na konec se přidá déag. Tedy 15 = a cúig déag, 15 autobusů = cúig bhus déag, 15. autobus = an cúigiú bus déag.
Dvacet je fiche. Čísla přes dvacet se tvoří dvojím způsobem:
- první typ základních číslovek má slovo fiche před sebou: 25 = fiche a cúig
- druhý typ základních číslovek a číslovky řadové dostanou za sebe is fiche, tedy např. 25 autobusů = cúig bus is fiche. Pozor na číslovky 20 a 21:
  - 20. autobus = fichiú bus
  - 21. autobus = an t-aonú bus is fiche, ale 21 autobusů = bus is fiche (vynechává se číslovka aon)

Další desítkové číslice jsou 30 = tríocha, 40 = daichead, 50 = caoga, 60 = seasca, 70 = seachtó, 80 = ochtó, 90 = nócha a fungují stejně jako dvacítka. Sto je céad a čísla nad sto se konstruují obvyklým způsobem, např. 263 = dhá chéad seasca a trí. Tisíc a milion jsou míle, resp. milliún.
Tvar daichead (původně dhá fhichead) u čtyřicítky je upomínkou na starý keltský dvacítkový způsob počítání, který částečně přežívá např. ve francouzštině. Například šedesát bylo v tomto stylu trí fichid, 98 ceithre fichid a hocht déag
apod. (srv. franc. quatre-vingt-dix-huit).
Zlomky 1/2 a 1/3 jsou v irštině leath a trian, další se tvoří příponou -ú (fichiú = dvacetina) nebo u složitějších po vzoru a dó ar trí déag = dvě třináctiny.

### Slovesa
Systém časování sloves je složitější než v češtině. Základním tvarem slovesa je rozkazovací způsob (imperativ) 2. osoby. Dalšími formami jsou přítomný a budoucí čas, préteritum, imperfektum, podmiňovací způsob a přítomný a minulý subjunktiv (ač poslední dva jsou užívány zřídka). V principu v každé z těchto kategorií existují tvary pro různé osoby a čísla. Ve skutečnosti je osoba vyjádřena vyjádřena v moderní irštině často analyticky pomocí zájmena, některé původní syntetické formy zejména druhé a třetí osoby jsou považovány za zastaralé. Naopak navíc oproti ostatním jazykům existuje tvar tzv. volného slovesa (saorbhriathar), který vyjadřuje všeobecný podmět (díoltar é ansin = prodávají to tam, prodává se to tam). Dále hrají důležitou roli odvozená podstatná a přídavná jména, zejména slovesné podstatné jméno stojí na místě neexistujícího infinitivu.
Slovesa se dělí do dvou tříd (konjugací): první třída je tvořena především jednoslabičnými slovesy a slovesy končícími na -áil, zatímco druhou tvoří slovesa víceslabičná. Jediný podstatný rozdíl je ve formování budoucího času a podmiňovacího způsobu, kde u první třídy stojí koncovky -faidh, -far, -fainn, -feá apod. místo koncovek -óidh, -ófar, -óinn, -ófá.
Tvary přítomného času jsou z kořene slovesa (de facto z imperativu 2. osoby) tvořeny koncovkou -(e)ann + příslušným zájmenem či podmětem. Výjimkou je první osoba množného čísla, kde je koncovka -(a)imid, zájmeno se pak za sloveso neklade. V jednotném čísle první osoby je možná jak analytická forma -(e)ann mé, tak i syntetická -(a)ím. Volná forma se tvoří příponou -t(e)ar.
Př.: díol = prodávej, díolaim = prodávám, díolann tú = prodáváš, díolann siad = prodávají, díoltear = prodává se.
Přítomný čas vyjadřuje především děj pravidelně se opakující, podobně jako přítomný prostý čas v angličtině. Pro vyjádření probíhajícího děje se využívá konstrukce s užitím slovesa být (tá) a slovesného podstatného jména: táim ag díoladh = (právě teď) prodávám. Slovesné podstatné jméno se tvoří typicky příponou -adh u první a -ú u druhé třídy, ale nepravidelné tvoření je velmi časté.
Pomocí slovesného přídavného jména je možno vyjádřit skončený děj (perfektum): tá díolta agam = prodal jsem (doslova u mě je prodáno, méně doslova mám prodáno). Slovesné přídavné jméno je tvořeno většinou příponami -ta, -tha, -te nebo -the.
Budoucí čas tvoříme pomocí přípony -f(a)imid v 2.os. plurálu, -f(e)ar u volného tvaru a -f(a)idh + podmět jinde. Výslovnost písmene f ve -f(a)imid a -f(a)idh je nepravidelná, čteme [-himiď], [-hí] (ale -f(e)ar čteme [-fər]). Př. díolfaidh mé = budu prodávat.
Jednotlivé události v minulosti popisuje préteritum, kde je sloveso v základním tvaru následováno podmětem, krom 1. osoby množného čísla s koncovkou -(e)amar a volného tvaru s koncovkou -(e)adh. Navíc dochází, pokud možno, k oslabení první hlásky (dhíol mé = prodal jsem, dhíolamar = prodali jsme). U sloves začínajících na samohlásku se zachovala částice do ve tvaru d' (d'ól sé = pil).
Pokud se minulý děj častěji opakoval, je na místě použití imperfekta. Počáteční mutace jsou stejné jako v préteritu. Koncovky jsou uvedeny v tabulce, v druhé řádce podoba pro sloveso díol:
| 1.os. sg. | 2. os. sg. | 3. os. sg.       | 1. os. pl. | 2. os. pl.       | 3. os. pl. | volné    |
| --------- | ---------- | ---------------- | ---------- | ---------------- | ---------- | -------- |
| -(a)inn   | -t(e)á     | -(e)adh + podmět | -(a)imis   | -(e)adh + podmět | -(a)idís   | -t(a)í   |
| dhíolainn | dhíoltá    | dhíoladh sé      | dhíolaimis | dhíoladh sibh    | dhíolaidís | dhíoltaí |

Tvary podmiňovacího způsobu jsou stejné jako tvary imperfekta, pouze je navíc -f- (vyslovované [h]) před koncovkou (u sloves 2. konjugace místo f stojí ó), místo -t(e)á a -t(a)í je pak -f(e)á a -f(a)í (zde však už čtené pravidelně). Tudíž například dhíolainn = prodá(vá)val jsem, dhíolfainn = prodával bych.
Imperativ 2. osoby množ. čísla má koncovku -(a)igí (prodejte = díolaigí).
Mimo dvě třídy pravidelných sloves existuje jedenáct sloves nepravidelných, a to bí = být, déan = dělat, clois = slyšet, feic = vidět, beir = držet, tar = přijít, ith = jíst, tabhair = dát, faigh = vzít, téigh = jít, abair = říct. Nepravidelnost se neprojevuje u určování osoby. Například sloveso být (bí) má tvary přítomného času odvozené pravidelně od tvaru tá (tudíž táimid = jsme), zatímco minulý čas a imperfektum jsou odvozeny od tvaru bí (bhí muid = byli jsme). Budoucí a podmiňovací tvary začínají na bei-: beidh mé = budu, bheinn = byl bych.
Při otázce se před sloveso klade částice an a ta způsobí zákryt první hlásky slovesa (an ndíolann tú? = prodáváš?). U otázky v minulém čase stojí částice ar a oslabení první hlásky (ar dhíol tú? = prodals?) V případě negace jsou příslušné částice ní a níor s oslabením první hlásky (níor dhíolamar = neprodali jsme). U negativní otázky se klade před sloveso nach nebo nár (nach ndíolann sé? = neprodává?, nár dhíol sé? = neprodal?).
Některá nepravidelná slovesa mají takzvanou závislou formu, která je užita v otázkách a negacích. U těchto sloves jsou pak v minulém čase použity přítomné tázací a negační částice. U slovesa být je tvar fuil v přítomnosti a raibh v minulosti, tedy např. an bhfuil? = je?, an raibh? = byl? Ní fhuil (= není) je zkráceno na níl.
V irštině neexistuje sloveso mít, místo toho se používá, podobně jako v ruštině, konstrukce se slovesem být a předložkovou vazbou. Např. tá carr agam = mám auto (doslova auto je u mě).

### Spona
Sloveso bí není používáno jako spona ve jmenném přísudku. Namísto toho je použita spona (kopula) is. Je to případ hlavně přiřazovacích vět, jako například is mamach an muc = prase je savec. Přísudek se sponou užijeme i pro vyjádření příslušnosti ke kategorii (is múinteoir é = on je učitel). V minulém čase má spona tvar ba (ba múinteoir é = on byl učitel). Pozor je třeba dát na pořadí slov ve větě. Pokud používáme sloveso bí, je pouze toto sloveso přísudkem, a podmět je hned na druhém místě následován dalšími větnými členy. Oproti tomu při užití spony je slovo nacházející se těsně za sponou součástí přísudku a podmět je až na třetí nebo vyšší pozici.
Po sponě nesmí následovat člen nebo určité jméno (tj. i vlastní jméno). Pokud potřebujeme přiřadit něčemu určité jméno, musíme mezi něj a sponu vložit ještě osobní zájmeno, např.: is é an t-uachtarán é = to je (ten) prezident.

### Předložky
Role předložek je v irštině důležitější než v češtině především díky velkému množství předložkových vazeb nahrazujících plnohodnotná slovesa (např. bí ag = mít, bí ó = chtít, bí ar = muset atp.). Předložky se pojí většinou se zaniklým akuzativem či dativem, tj. následující jméno je v základním tvaru a dochází pouze k počátečním mutacím. Složené předložky a předložky vzniklé z podstatných jmen se ale někdy pojí s genitivem.
Nejdůležitější předložky jsou (český překlad je jen přibližný a závisí na kontextu) ag = u; ar = na; i, in = v; ó = od, z; de = od, z; do = k, pro; idir = mezi; roimh = před; le = s; thar = přes; go = do; chuig = k; faoi = o, pod.
Některé základní předložky jsou tzv. skloňovatelné, tj. pojí se s osobními zájmeny do předložkových zájmen, např. pro předložku ag to jsou agam = u mě, agat = u tebe, aige = u něj, aici = u ní, againn = u nás, agaibh = u vás, acu = u nich. Někdy se taky předložky spojují s členem, např. i + an → sa, le + na → lena.

### Spojky a částice
Nejběžnější spojky jsou agus = a; nó = nebo; mar = proto, protože; má = když, jestli; dá = pokud; nuair = když, až; ach = ale; freisin = také; go = že. Existuje velké množství částic nemajících ve většině jiných jazyků obdoby.

### Homonyma
Pozor je třeba dát na fakt, že mnoho stejně psaných slov má různé, často výrazně odlišné, významy. Tak například
- a může být buď částice uvozující oslovení; nebo zájmeno s významem jeho, její či jejich, v závislosti na mutaci, kterou způsobuje; nebo také vztažná částice hrající roli přibližně českého jenž; nebo někdy částice stojící před slovesným podstatným jménem, která z něj tvoří obdobu infinitivu
- an může být určitý člen; nebo částice uvozující otázku; nebo také předpona s významem velmi
- ar může být předložka; nebo také částice uvozující otázku v préteritu
- is může být spona; nebo spojka s významem a nebo i; nebo označovat superlativ přídavného jména.
- go může být předložka s významem k; stejně jako částice tvořící z přídavného jména příslovce; nebo spojka že; nebo částice uvozující subjunktiv (ať)
- ó může být předložka od; nebo také znamenat vnuk či potomek (časté ve jménech)

## Různé
Běžným pozdravem v irštině je Dia dhuit. Je to zkrácenina z go mbeannaí Dia dhuit s významem ať ti Bůh žehná. Použití tohoto pozdravu nemá jen náboženský význam, i když lze použít např. i světštější maidin mhaith = dobré ráno. Při loučení se používá slán agat (pokud odcházíte a protějšek zůstává) nebo slán leat (pokud protějšek odchází). Běžně lze zkrátit na slán (= zdraví).
Dny v týdnu jsou počínaje pondělkem Luan, Máirt, Céadaoin, Déardaoin, Aoine, Satharn, Domhnach. Lze tu rozeznat vliv latinských jmen (srv. např. ital. Lunedì = pondělí = původně den Měsíce (Luny), Martedì = úterý = pův. den Marsu, Domenica = neděle = den Páně; nebo angl. Saturday = sobota = původně den Saturna). Irské názvy pro středu, čtvrtek a pátek se odvíjejí od slavností (aoine), Céadaoin je první slavnost (chéad aoine), Déardaoin značilo původně den mezi slavnostmi (dé idir dhá aoine). 
Pokud užíváme jména dní jako příslovce, dáváme před ně slovo dé a jméno dne se uvede v genitivu (dé Luain = v pondělí, dé hAoine = v pátek atd.). Dé značilo původně den, dnes je jinak běžným označením pro den slovo lá (dé je také genitiv slova dia = bůh).
Jména měsíců jsou Eanáir, Feabhra, Márta, Aibreán, Bealtaine, Meitheamh, Iúil, Lúnasa, Meán Fómhair, Deireadh Fómhair, Samhain, Nollaig. Opět je část názvů odvozena z latiny a část (většina) vlastních.

## Užitečné pozdravy a fráze
| Irsky                     | Česky             |
| Heileo! / Dia duit!       | Ahoj!             |
| Mora duit ar maidin!      | Dobré ráno!       |
| Lá mait agat!             | Dobré odpoledne!  |
| Tráthnóna mait agat!      | Dobrý večer!      |
| Slán!                     | Na shledanou!     |
| Is ea / Ní hea            | Ano / Ne          |
| Le do thoil               | Prosím            |
| Go raibh maith agat!      | Děkuji!           |
| Go raibh míle maith agat! | Děkuji mnohokrát! |
| Gabh mo leithscéal        | Promiň            |
| Ar clé / Ar deis          | Levý / Pravý      |

## Vzorový text
Otče náš (modlitba Páně):
Ár nAthair, atá ar neamh,
Go naofar d'ainm,
Go dtaga do ríocht,
Go ndéanatar do thoil ar an talamh,
Mar a dhéantar ar neamh.
Ár n-arán laethúil tabhair dúinn inniu;
Agus maith dúinn ár bhfiacha,
Mar a mhaithimidne
dár bhféichúina féin.
Agus ná lig sinn i gcathú,
Ach saor sinn ó olc. Áiméan.

### Všeobecná deklarace lidských práv
| irsky | Ag teacht chun saoil dóibh, is ionann iad na daoine go léir, is ionann a saoirse, a ndínit agus a gcearta. Tá ciall agus coinsias acu go léir, agus dualgas orthu caitheamh le chéile mar a bheadh bráithre iontu. |
| česky | Všichni lidé se rodí svobodní a sobě rovní co do důstojnosti a práv. Jsou nadáni rozumem a svědomím a mají spolu jednat v duchu bratrství.                                                                         |